# Монотеизам
Монотеизам или једнобоштво (грч. μόνος — „један”, грч. θεός — „бог”), вера је у једно, универзално, свеобухватно божанство.
Монотеистичка религија је религија у којој верници верују у једног бога. Разлике постоје између ексклузивног монотеизма, код, на пример, јудаизма, хришћанства и ислама, као и монотеизма, код кога се признаје постојање и других богова — плуриформни монотеизам који с обзиром да признаје постојање других божанстава, сматра да постоји неки облик њиховог јединства.
У ширем смислу речи, у монотеистичке религије се убрајају атенизам, бахаизам, каодаизам, деизам, екандар, хиндуизам (ваишнаизам, шиваизам), равидаизам, сикизам, тенрикјо и зороастризам. Постоји разлика између ексклузивног монотеизма с једне стране, и укључујућег монотеизма и плуриформног (панентеистичког) монотеизма с друге, који, који мада мада признају више богова, постулирају неки вид фундаменталног јединстава.

## Етимологија
Реч монотеизам потиче од грчких речи μόνος са значењем „један” и θεός са значењем „бог”. У енглеском језику овај термин је приви користио Хенри Мор (1614—1687).

## Порекло и развој
Квази-монотеистичке тврдње о постојању универзалног божанства датирају из касног бронзаног доба, са Ехнатоновом великом химном Атену. Могућа склоност ка монотеизму настала је током Ведског периода у гвоздном добу у јужној Азији. Ригведа изражава појмове монизма Брахмана, посебно у релативно касној десетој књизи, која је датирана на рано гвоздено доба, нпр. у Насадији сукти. Бонпа Дарма, можда из двадесетог века п. н. е, била је прва записана религија која је декларисала да постоји један Бог изнад свих, којег називају Сангпо Бумтри. Међутим, тиме се не подстиче монотеистичко обожавање Сангпа Бумтрија или ког бога ради спасења, већ се фокус задржава на карми.
Према хришћанској традицији, монотеизам је била изворна религија људи, али је изгубљена током тзв. човековог пада. Ова теорија је напуштена у 19. веку услед напретка еволутивне теорије и да се до монотеизма дошло од анимизма преко политеизма, али је и ова теорија слабо заступљена. Два примера да се монотеизам развио из политеизма је Атонов култ у времену египтског фараона Ехнатона, као и феномем Мардука, који је најпре био заштитник Вавилона, али је касније био поштован као божанство у целом Вавилону.
Од шестог века п. н. е, у зороастризму, Ахура Мазда или Ормазд (господар мудрости, односно мудри господар) појавио се као врховни апстрактни бог који је створио видљиви и невидљиви свет. У зависности од тога из ког периода је Зороастер (најчешће је везиван за рано гвоздено доба), ово је можда један од најранијих појава монизма у Индоевропској религији. Без обзира на то, зороастризам није била строго монотеистичка религија, јер су поштовани други јазати поред Ахура Мазде. Древна хиндуистичка теологија је у међувремену била монистичка, али није била строго монотеистичка у обожавању зато што је и даље задржало постојање многих богова, који су били замишљени као аспекти једног највишег Бога, Брахмана. Бројни антички грчки филозофи, укључујући Ксенофана и Антистен веровали су у сличан политеистички монизам који је био сличан монотеизму, мада се не може квалификовати као такав. Јудаизам је била прва религија која је произвела појам личног монотеистичког Бога у монистичком контексту. Концепт етичког монотеизма, који сматра да тај морал произлази из самог Бога и да су његови закони непроменљиви, први пут се јавио у Јудаизму, и временом је постао основни принцип већине модерних монотеистичких религија, укључујући зороастризам, хришћанство, ислам, сикизам и бахаи.
У градовима античког блиског истока, сваки град је имао бога заштитника, као што су Шамаш у Ларси или Син у Уру. Прве појаве шире надмоћи одређеног божанства датирају из касног бронзаног доба, са Атоном (којег је Сигмунд Фројд довео у везу са јудаизмом). Међутим, време егзодуса је дискутабилно, јер није јасно да ли се то према Библији десило пре или после његове владавине. Такође није јасно да ли је ово монотеизам или хенотеизам где Ехнатон себе идентификује са богом Атоном. Етнички монотеизам и појава апсолутног добра и зла појавила се у зороастризму и јудаизму, а касније је ово кулминирало у раном хришћанству и у тевхину у исламу.
Према јеврејској, хришћанској и исламској традицији, монотеизам је била оригинална религија човечанства; та оригинална религија се понекад назива „Адамском религијом”, или, у смислу Ендру Ланга, „прарелигија”. Учењаци који се баве религијом су у великој мери су напустили то гледиште у 19. веку у корист еволуционе прогресије од анимизма преко политеизма до монотеизма, али је до 1974. године та теорија била мањој мери прихваћена, и модификована гледишта слична Ланговом постала су проминентнија. Аустријски антрополог Вилхелм Шмит је постулирао прамонотеизма, „оригинални” или „примитивни монотеизам” током 1910-их. Постоје неслагања с тврдњом да су Јудаизам, Хришћанство, и Ислам произашли из опозиције политеизму, као што је био случај са грчки филозофским монотеизмом. У ближој прошлости, Карен Армстронг и други аутори су се вратили идеји еволуционарне прогресије почевши од анимизма, који се развио у политеизам, из кога је произашао хенотеизам, чему је следила монолатрија, из које је настао истински монотеизам.

## Концепти
Свето Тројство је хришћанска доктрина веровања у Бога који има три дела: Оца, Сина, Светог духа.
Тевхид је први члан вере у исламу. Муслимани верују да је Бог један, недељив без равних или оних који су у вези са њим. Са муслиманске тачке гледишта, подела бога на тројство је облик политеизма.
Деизам претпоставља постојање једног Бога створитеља, који се мало или нимало не меша у дешавања у свету. Семјуел Кларк разликује четири типа деиста: они који верују у створитеља без интереса у свету; оне који су видели и друга провиђења али не и у моралним и духовним сферама; они који верују да Бог има мало моралних атрибута али не верује у будућност живота; и оне које одбијају откровење, а прихватају све остале истине природне религије.
Термин хенотеизам има два различита значења. У контексту библијских студија обично означава племенска божанства која не негирају постојање божанстава других народа, док се друго значење често користи као синоним за монолатрију, које је веровање у или обожавање у једног Бога без негирања постојања других. Хиндуизам се, опште гледајући, сматра за хенотеистичку религију.
Монизам је филозофско учење према којем се све може извести из једног јединог начела.
Пантеизам подразумева да је универзум идентичан Богу. Филозофски, постоји само једна супстанца која је апсолутна, вечна и бесконачна тако да све ствари, укључујући и људе, нису независни него су то само манифестације апсолутног.
Панентеизам је облик монистичког монотеизма који се држи становишта да Бог обухвата цео универзум, али, за разлику од пантеизма, универзум није идентичан Богу.
Политеизам, код одређених урођеничких афричких религија, сматра да су различити богови различити облици једне јединствене основне супстанце. У другим случајевима, у питању је многобоштво, односно вера у више богова, супротност монотеизму.

## Аврамске религије
Док сви припадници аврамских религија сматрају да су монотеисти, Јудаизам не сматра Хришћанство монотеистичким, већ препознаје само Ислам као монотеистичку религију. Ислам слично томе не признаје модерно Хришћанство као монотеистичку веру, првенствено због хришћанске доктрине светог тројства, за коју Ислам тврди да није била део првобитног монотеистичког хришћанства, које је Исус проповедао. Хришћани с друге стране, тврде да је доктрина светог тројства ваљан израз монотеизма, наводећи да се тројство не састоји од три засебна божанства, већ од три особе, које постоје консупстанционо (као једна супстанца) унутар једног божанства.

### Јудаизам
Јудаизам је једна од најстаријих монотеистичких религија на свету. Бог у Јудаизму је стриктно монотеистички, и апсолутно је, недељиво и неупоредиво биће, које је ултиматни узрок свог постојања. Вавилонски Талмуд наводи друге, „стране богове” као непостојеће ентите којима људи погрешно приписују постојање и моћ. Један од најбоље познатих изјава рабајског Јудаизма о монотеизму је из другог од Мајмонидових 13 принципа вере:
Бог, узрок свега, је један. Ово не значи један као један пар, нити један као врста (која обухвата многе индивидуе), нити један као један објекат који је направљен од мноштва елемената, нити као један објекат који се може бесконачно делити. Уместо тога, Бог је јединство различито од било којег другог могућег јединства.
Јудаизам и Ислам одбацују Хришћанску идеју монотеизма. Јудаизам користи термин шитуф за именовање богослужења на начин на који Јудаизам не сматра да је монотеистично.